# Thurlton
Thurlton – wieś w Anglii, w hrabstwie Norfolk, w dystrykcie South Norfolk. Leży 22 km na południowy wschód od Norwich i 163 km na północny wschód od Londynu. Miejscowość liczy 800 mieszkańców.
Położona jest na skraju obszaru chronionej przyrody The Broads.